# Elaphoglossum aphlebium
Elaphoglossum aphlebium är en träjonväxtart som beskrevs av Moore. Elaphoglossum aphlebium ingår i släktet Elaphoglossum och familjen Dryopteridaceae. Inga underarter finns listade.